# Велика Бакта

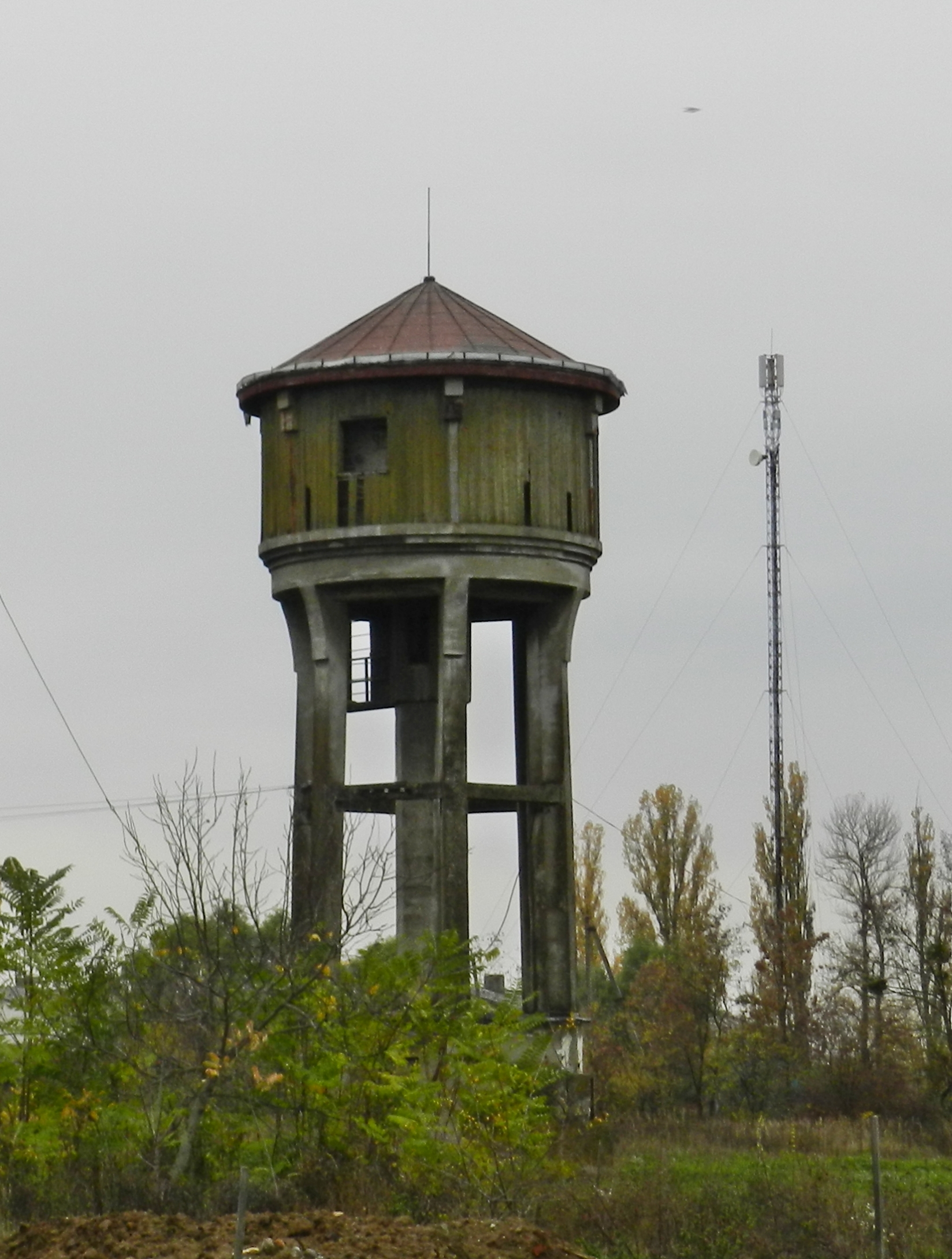
Водонапірна башта, 1936 р.

Вели́ка Бакта (угор. Nagybakta) — село в Берегівській громаді Берегівського району Закарпатської області України.

## Історія
Перша письмова згадка про село датується 1232 роком. Тривалий час основним населенням невеличкого села була прислуга з розташованого неподалік Боржавського замку. Ім'я поселення вже згадувалося в 1232 році під назвою Bagotha. За однією з версій, сама назва «Бакта» походить від прізвища угорських дворян Боктаї, який певний час володіли селом.

## Населення
Згідно з переписом УРСР 1989 року чисельність наявного населення села становила 1084 особи, з яких 532 чоловіки та 552 жінки.
За переписом населення України 2001 року в селі мешкали 1022 особи.

### Мова
Розподіл населення за рідною мовою за даними перепису 2001 року:
| Мова       | Відсоток |
| ---------- | -------- |
| українська | 60,74 %  |
| угорська   | 31,23 %  |
| російська  | 6,59 %   |
| вірменська | 0,67 %   |
| молдовська | 0,19 %   |
| словацька  | 0,19 %   |
| білоруська | 0,10 %   |
| німецька   | 0,10 %   |

## Цікаво
Закарпатська державна сільськогосподарська дослідна станція
На території села розташована Закарпатська державна сільськогосподарська дослідна станція, створений у 1989 році на базі Закарпатської державної сільськогосподарської дослідної станції. В свою чергу, ця дослідна станція продовжила діяльність заснованого на початку XX століття владою Угорщини королівського сільськогосподарського інституту.
Палац Очкаї
Головне приміщення дослідної станції розташоване в архітектурній пам'ятці кінця XIX століття, палаці Очкая (угорського офіцера). В літературі зустрічається також визначення «палац Готтесмана», за ім'ям австрійського землевласника Адольфа Готтесмана, який в середині XIX століття викупив землі Великої Бакти разом із палацом у сімейства Очкаї, та перебудував палац в його сьогоднішньому вигляді.
Цікавим об'єктом є також господарське приміщення палацу, згодом — інституту, у підвалах якого за часів перебування Закарпаття в складі Чехословацької республіки (1919—1939) проводилась селекційна робота з виноградом. В радянський час в приміщенні була бібліотека, на початку 2000-х рр. частина споруди була орендована під швейний цех, решта знаходиться в поганому стані.
Поруч із палацом (адмінбудівлею ЗІ АПВ) знаходиться розвісиста тополя, вік якої сягає 200, за іншими припущеннями, 300 років. Обхват тополі — понад 6 метрів, таким чином, це дерево є одним з найбільших для свого виду в Україні.
Палац Очкаїв та вікова тополя становлять основу гербу та прапора с. Велика Бакта.
Поруч із палацом знаходиться парк, закладений у 18-му столітті, занесений до природно-заповідного фонду Закарпаття як пам'ятка місцевого значення. В нетрях парку знаходиться зруйнований склеп, у якому в період з 19 століття по 1944 рік були поховані сім членів родини Очкаїв. Місцезнаходження склепу наразі не визначено.
В центрі села В. Бакта знаходиться пам'ятка технічної культури — водонапірна башта 1936 року, зведена за часів чехословацького правління. На даний час дерев'яна обшивка башти пошкоджена, споруда не функціонує.

## Археологічні знахідки
У південно-східній околиці села розташований курган, відомий під назвою Курган Красуні. Поблизу нього знайдено римські монети Марка Антонія, Августа, Трояна.

## Туристичні місця
- курган, відомий під назвою Курган Красуні. Поблизу нього знайдено римські монети Марка Антонія, Августа, Трояна.
- Закарпатська державна сільськогосподарська дослідна станція, створений у 1989 році 
- Палац Очкаїв
- пам'ятка технічної культури — водонапірна башта 1936 року
- парк, закладений у 18-му столітті
- зруйнований склеп, у якому в період з 19 століття по 1944 рік були поховані сім членів родини Очкаїв 